# لیتلتون دبلیو. تیزول
لیتلتون دبلیو. تیزول (به انگلیسی: Littleton W. Tazewell) سناتور سابق عضو حزب دموکرات ایالات متحده آمریکا بود. وی در سال ۱۸۲۴ تا ۱۸۳۲ میلادی سناتور ایالت ویرجینیا در سنای ایالات متحده آمریکا بود.